# 尼克·馬修森
尼克·馬修森是一名美國計算機科學家，也是Tor專案的共同創辦人。他與羅傑·丁格爾定於2000年代初從麻省理工學院畢業後不久，便開始研究洋蔥路由。他也以筆名nickm為人所知。在愛德華·史諾登洩露NSA的高度機密文件，以及隨後公開XKeyscore的運作後，馬修森和丁格爾定成為媒體關注的焦點。XKeyscore的目標是Tor專案的其中一個洋蔥伺服器，以及Mixminion郵件轉發服務，這兩個伺服器都在麻省理工學院運作。

## 教育
馬修森於2002年畢業於麻省理工學院，取得電腦科學理學士學位。之後，他又獲得麻省理工學院的電腦科學與語言學工程碩士學位。

## 職業生涯

### Tor專案
Tor是馬修森與他的兩位同事根據美國海軍研究實驗室的合約開發的。馬修森也是主要的開發人員，負責Tor通訊協定的安全性、設計、維護，並發送安全修補程式。

### libevent
他也是libevent的主要維護者，libevent是一個事件通知函式庫，被Google Chrome、Transmission和Tor等知名應用程式所採用。

## 榮譽
馬修森與Tor專案的另外兩位開發者羅傑·丁格爾定和保羅·西弗森於2012年被《外交政策》雜誌評為年度百大全球思想家，名列第78位。

## 部分出版
- Mathewson, Nick; Dingledine, Roger; Syverson, Paul. . usenix.org (Defense Technical Information Center). 1 January 2004.
- Mathewson, Nick; Johnson, Aaron M.; Syverson, Paul; Dingledine, Roger. . CCS '11. Association for Computing Machinery. 17 October 2011. ISBN 9781450309486. S2CID 2543268. doi:10.1145/2046707.2046729.
- Mathewson, Nick; Dingledine, Roger. . . Institute of Electrical and Electronics Engineers. 11 May 2003: 2–15. ISBN 0-7695-1940-7. S2CID 9924523. doi:10.1109/SECPRI.2003.1199323.